# Ekke Nekkepenn

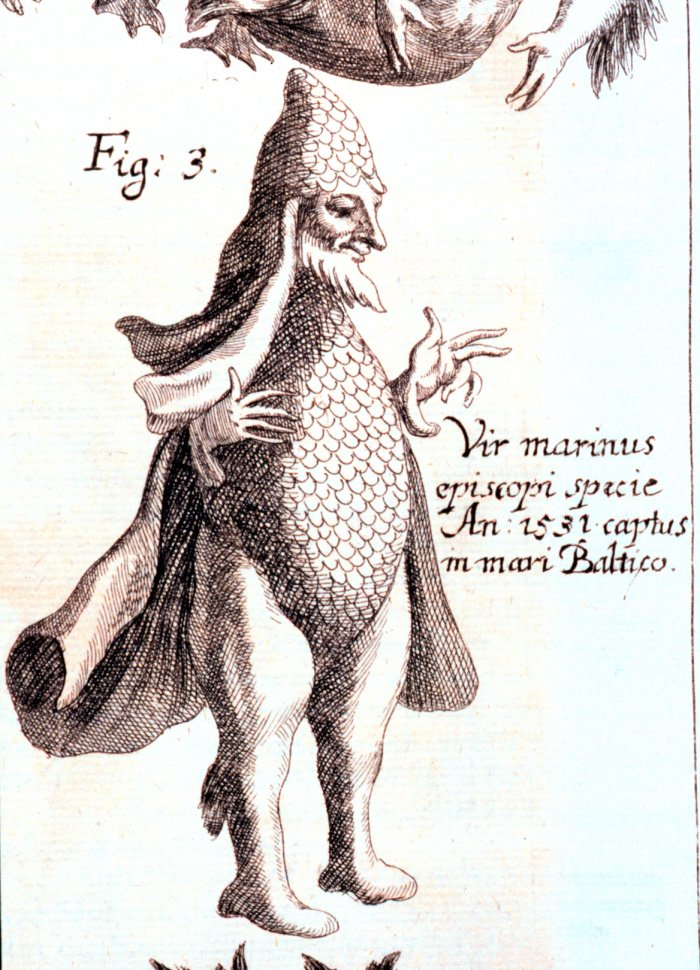
Ein „Meermann“ (Seebischof) in einer Abbildung aus dem 17. Jahrhundert

Ekke Nekkepenn (auch Eke Nekepen, daneben in weiteren unterschiedlichen Schreibungen) ist eine nordfriesische Sagengestalt.
In der seit Mitte des 19. Jahrhunderts gebräuchlichsten, auf den Sylter Heimatforscher, Volkskundler und Graphiker Christian Peter Hansen zurückgehenden literarischen Ausformung stellt Ekke Nekkepenn einen Meermann dar, der gemeinsam mit seiner Frau Rahn auf dem Grunde der Nordsee lebt und mit Seeleuten und Bewohnern der nordfriesischen Inseln Schabernack treibt. In Theodor Storms 1866 veröffentlichter Novelle Die Regentrude taucht ein Feuermännlein mit dem Namen Eckeneckepenn auf, das mit seinem Schadenzauber für das Verdorren der Felder sorgt.

## Stoffgeschichte

### C. P. HansensMeermann Ekke Nekkepenn
Die heute wohl bekannteste Umsetzung des Ekke-Nekkepenn-Stoffes geht auf Christian Peter Hansen zurück, der verschiedene Sagen aus dem nordfriesischen Raum in seinen 1858 veröffentlichten Sagen und Erzählungen der Haidebewohner auf Sylt zu einer eigenen, fortlaufenden Erzählung verdichtete und umformte. Der erste Abschnitt dieser Erzählung trägt den Titel „Der Meermann Ekke Nekkepenn“.
Die Erzählung beginnt damit, dass Ekke Nekkepenn die Frau des Kapitäns eines im Sturm nach England laufenden Sylter Schiffes um Hilfe bei der Geburt seines Kindes bittet. Die schöne und hilfsbereite Kapitänsfrau wird vom Meermann zu seiner auf dem Grunde der Nordsee lebenden Frau Rahn geführt und kommt nach gelungener Geburt reichbeschenkt mit Gold und Silber an die Meeresoberfläche zurück. Der Schiffer und seine Frau können ihre Reise bei bestem Wetter fortsetzen und gelangen später sicher und wohlbehalten in die Heimat nach Rantum auf Sylt zurück.
Viele Jahre später erinnert sich Ekke Nekkepenn an diesen Vorfall und beschließt – angesichts der Tatsache, dass Rahn inzwischen „alt und faltig“ geworden ist –, die Kapitänsfrau statt ihrer zur Frau zu nehmen. Als er eines Tages das Schiff des Rantumer Kapitäns sichtet, überredet er die auf dem Meeresgrund sitzende Rahn, Salz zu mahlen, und der Sylter Schiffer kommt mitsamt seiner Besatzung in dem dabei entstehenden starken Strudel um.
Auf dem Weg zur Frau des Kapitäns begegnet Ekke Nekkepenn, der sich in einen stattlichen Seefahrer verwandelt hat, am Strand bei Rantum deren jungfräulicher Tochter Inge. Gegen ihren Willen steckt er ihr an jeden Finger einen goldenen Ring, hängt ihr eine goldene Kette um den Hals und erklärt sie zu seiner Braut. Als ihn das Mädchen unter Tränen bittet, es freizugeben, antwortet er, dies könne er nur tun, wenn es ihm am nächsten Abend seinen Namen sagen könne. Doch niemand auf der Insel kennt den unbekannten Fremden. Als Inge in ihrer Verzweiflung am nächsten Abend wieder am Strand entlanggeht, hört sie an der Südspitze der Insel bei Hörnum eine Stimme aus dem Berg, die singt:
Heute soll ich brauen;
Morgen soll ich backen;
Übermorgen will ich Hochzeit machen.
Ich heiße Ekke Nekkepenn,
Meine Braut ist Inge von Rantum,
Und das weiß Niemand als ich allein.
auf Sylterfriesisch (Sölring):
Delling skel ik bruu;
Miaren skel ik baak;
Aurmiaren wel ik Bröllep maak.
Ik jit Ekke Nekkepen,
Min Brid es Inge fan Raantem,
En dit weet nemmen üs ik aliining.
Daraufhin läuft sie zu dem verabredeten Treffpunkt und ruft dem dort eintreffenden Fremden zu: „Du heißt Ekke Nekkepenn und ich bleib Inge von Rantum.“ Der auf diese Weise genarrte Meermann hegt seit jener Zeit eine große Wut gegen die Sylter Inselbewohner und treibt immer, wenn ihm danach ist, sein Unwesen. Er vernichtet ihre Schiffe im Sturm, lässt sie in Rahns Mahlstrom untergehen und beschädigt die Sylter Küste durch die von ihm entfesselten Fluten.

### Ekke Nekkepennund die nordische Mythologie
C. P. Hansen beschäftigte sich bereits im Rahmen seiner Arbeit an der Chronik der Friesischen Uthlande (1856) mit der nordischen Mythologie und griff dazu nach eigenen Angaben auf das 1847 in Leipzig erschienene Werk Die nordische Mythenlehre nach einer Reihe von Vorlesungen von Carsten Hauch (* 1790 † 1872) zurück. Bereits 1845 wurde der Ekke Nekkepenn in den Sagen, Märchen und Lieder der Herzogtümer Schleswig, Holstein und Lauenburg von Karl Müllenhoff durch „… Herrn Hansen in Keitum auf Sylt … “ veröffentlicht.
In seinen 1850 erschienenen „Materialien zu einer friesischen Mythologie“ schreibt Hansen: „Der Gott des Meeres hieß bei den Deutschen Ögis, bei den Dänen Eiger, bei den Friesen Eie oder Eia, auch Ekke oder Nekke. […] Seine Gemahlin war die Göttin Ran, welche den Strand segnete, die Schiffbrüchigen in ihre Netze zog und nach welcher das alte Strand- und Dünendorf Rantum vielleicht den Namen erhielt. Rane heißt übrigens im Nordischen so viel wie rauben. Einer friesischen Sage nach hätte der Ekke einst zu einer Rantumerin, Namens Inge, gefreiet, doch einen Korb bekommen.“
Tatsächlich handelt es sich bei allen diesen von Hansen hergestellten Bezügen – wie Willy Krogmann in seinem Nachwort zu einem Band Sylter Sagen 1966 überzeugend dargelegt hat – um Irrtümer. Weder lässt sich der Ortsname Rantum auf das altnordische Wort Rān zurückführen, noch gibt es Belege für einen etymologischen Zusammenhang zwischen dem Namen des altnordischen Meeresgottes Ægir und dem Wort „Ekke“. Krogmann bezeichnet die Figur Ekke Nekkepenn deshalb auch als Erfindung Hansens.
Zu dem von Hansen hergestellten Bezug zur altnordischen Göttin Rán präzisiert Krogmann: „Ebenso wie den Meergott Ekke Nekkepenn hat Hansen auch die Meergöttin Raan oder, wie er auch schreibt, Raand erfunden. In diesem Falle hat der Ortsname Raantem auslösend gewirkt. Mit ihm hat der Name der altnordischen Meeresgöttin Ran, wie schon sein -t- erkennen lässt, jedoch nicht das geringste zu tun. Dem altnord. Rān, das dasselbe Wort wie das Neutrum rān „Raub, Plünderung“ ist und auf germ. *rahnan beruht, müsste auf Sylt die Form *Riin entsprechen.“

### Zur Entstehungsgeschichte: Hansens Vorlagen
Hansens Meermann Ekke Nekkepenn beruht auf zwei unterschiedlichen Sagen, zwischen denen ursprünglich keine Verbindung bestand. Der erste Teil der Erzählung fußt auf einer Sage von einem Wassermann (bei Krogmann, Sylter Sagen, Nr. 36, S. 17), während der zweite Teil eine nordfriesische Variante des bekannten Rumpelstilzchen-Stoffes darstellt (bei Krogmann, Nr. 27, S. 13). Die ursprüngliche Wassermann-Sage gleicht in weiten Zügen der Darstellung bei Hansen, endet aber mit der glücklichen Rückkehr der Kapitänsfrau an Bord ihres Schiffes. Hansen verband sie mit der nordfriesischen Rumpelstilzchen-Variante, indem er aus dem ursprünglichen Zwerg den „Meermann“ Ekke Nekkepenn machte. Als verbindendes Glied erfand er das Motiv hinzu, dass Ekke Nekkepenn den Sylter Kapitän umkommen lässt, um dessen Frau zu heiraten. Um die Erzählung realistischer erscheinen zu lassen, fügte Hansen die genauen Ortsbezeichnungen auf Sylt hinzu. Dass es sich bei Ekke Nekkepenn ursprünglich um einen Zwerg handelte, wird deutlich, wenn Hansen ihn in einem Berg singen lässt, was für einen Meermann eine eher ungewöhnliche Verhaltensweise ist.
Die von Hansen verwendete Rumpelstilzchen-Variante gehört zu einem weitverbreiteten Märchen- und Sagenkomplex. In den meisten dieser Märchen hilft ein Zwerg oder anderes Wesen einem Mädchen beim Spinnen einer bestimmten Menge Flachs. Die nordfriesische Urform des Stoffes – der Hansen bei seiner Ausgestaltung folgt – enthält genau dieses Element nicht. Damit ist sie einer verhältnismäßig kleinen Gruppe von Ausformungen zuzurechnen, zu der Sagen aus Pommern, Niedersachsen, Tirol, Niederösterreich und Schleswig-Holstein gehören.
Allen Märchen aus dem genannten Komplex gemein ist die Geheimhaltung des Namens des Zwerges. Der Zwerg setzt eine Frau (meist eine Königin) unter Druck, und nur wenn sie seinen Namen sagen kann, ist sie frei. Auch der Name selbst ist ein ungewöhnliches Kunstwort mit Wiederholung von Silbenklang. Hier tauchen neben „Rumpelstilzchen“ Namen wie „Siperdintl“, „Zirkzirk“, „Ettle-Pettle“, englisch „Tom Tim Tot“ oder schwedisch „Titelituri“ auf. Der Begriff „Ekke Nekkepenn“ reiht sich in diese Linie ein. Geht man davon aus, dass der Name der Figur auf die Rumpelstilzchen-Version zurückgeht, schließt dies auch die Verwandtschaft des Namensbestandteils Nekke mit dem althochdeutschen nihhus, niccus oder nicchessa, altenglisch nicor und altnordisch nykr aus. Denn dieses bedeutet jeweils „Wassergeist, Wasseruntier“ und ist auch als Niss, Neck oder Nöck und in der weiblichen Form als Nixe bekannt, was wiederum in keinem Bezug zum Zwerg der Rumpelstilzchen-Sage steht. Der Name ginge dann von Ekke aus und umspielte diesen lautmalerisch. Demnach wäre am ehesten denkbar, dass Hansen durch den Gleichklang zur Verschmelzung der Sagenbereiche angeregt wurde.

### Eckeneckepennals Feuermännlein in Storms NovelleDie Regentrude
Nur acht Jahre nach dem Erscheinen von Hansens Sagen und Erzählungen der Haidebewohner auf Sylt griff Theodor Storm die ursprüngliche Figur des Zwerges aus dem Rumpelstilzchen-Stoff in seiner Novelle Die Regentrude auf und gestaltete sie als böswilligen Kobold aus. Während Hansen aus dem Zwerg einen Meermann macht, ist Storms Eckeneckepenn ein Feuermännlein, das mit seinem Schadenzauber Felder verdorren lässt. Die Figur selbst wird als „knorpsiges Männlein im feuerroten Rock und roter Zipfelmütze“, mit einem „Kürbiskopf“, rotem Bart und einem „klumpigen Leib“ auf dünnen „Spindelbeinen“ beschrieben.
Mit seinem gellenden Lachen und dem Springen von einem Bein auf das andere zeigt das Feuermännlein genau jene Verhaltensweise, die dem Leser bereits aus dem 1812 erstmals in den „Kinder- und Hausmärchen“ der Brüder Grimm im Druck erschienenen Märchen Rumpelstilzchen bekannt war. Abweichend von anderen Ausformungen der ursprünglich in der Sagenwelt Süddeutschlands, Österreichs und Tirols beheimateten Feuermännlein-Figur lebt Storms Kobold in einem Zwergenloch unter der Erde und erinnert damit an den Zwerg der nordfriesischen, von Hansen verwendeten Sagenvariante. Ähnlich wie bei Hansen fehlt auch bei Storm das Spinn-Element, ansonsten folgt die Ausgestaltung des Stoffes aber dem üblichen Muster: Das Feuermännlein glaubt sich unbeobachtet und verrät durch sein prahlerisch lautes Singen einen gereimten Zauberspruch, der zum Schlüssel für den Erfolg der Protagonisten – hier des Liebespaares Andrees und Maren – wird.

### Ekke Nekkepennin der Musik
Reinhard Mey verwendet in seiner Ballade „Der Fischer und der Boss“ die Sagengestalt.
"Aber bei diesem Wetter, da geht hier keiner mehr raus,
Da bleibt selbst Ekke Nekkepen bei den Meerjungfrau’n – im Muschelhaus"
Im Juni 2025 veröffentlichte die Band Santiano eine Single mit dem Titel Ekke Nekkepenn, in der die Geschichte der Figur erzählt wird.